# Mirafra assamica
La alondra de Assam (Mirafra assamica) es una especie de ave paseriforme de la familia Alaudidae.

## Descripción
Es de cola corta y tiene un pico fuerte robusto. Tiene una longitud de unos 15 centímetros.

## Alcance y población
Es criador residente en el subcontinente de la India y el sudeste de Asia, con una extensión global estimada de entre 100,000 a 1,000,000 kilómetros cuadrados.

## Hábitat
La alondra de Assam es un ave común de regiones secas, abiertas, pedregosas y a menudo con escasa vegetación, así como de áreas cultivadas. Anida en el suelo, con puestas de tres o cuatro huevos moteados. Esta alondra se alimenta principalmente de semillas e insectos, especialmente este último durante la temporada de reproducción.

## Cambios taxonómicos
Las diferencias dentro del género Mirafra suelen ser muy sutiles y confusas, con muchas diferencias aparentes sólo cuando las muestras se examinan en la mano.
La alondra de Assam fue inicialmente clasificada en dos razas, la raza assamica y la raza affinis. Estas se dividieron posteriormente, sobre la base de caracteres del canto y del aspecto, en la Alondra de Jerdon (Mirafra affinis) y assamica en el sentido estricto. La Mirafra assamica es oscura con rayas grises por encima, y metálicas por debajo, con manchas en el pecho y detrás del ojo, y las alas son rojizas.